# Tanda (Costa d'Avorio)
 Tanda è una città, sottoprefettura e comune della Costa d'Avorio, situata nella regione di Gontougo. È capoluogo dell'omonimo dipartimento e conta una popolazione di 51 958 abitanti (censimento 2014).